# Josef Zuth
Josef Zuth (* 24. November 1879 in Fischern; † 30. August 1932 in Wien) war ein österreichischer Musikpädagoge, Journalist und Musikforscher.

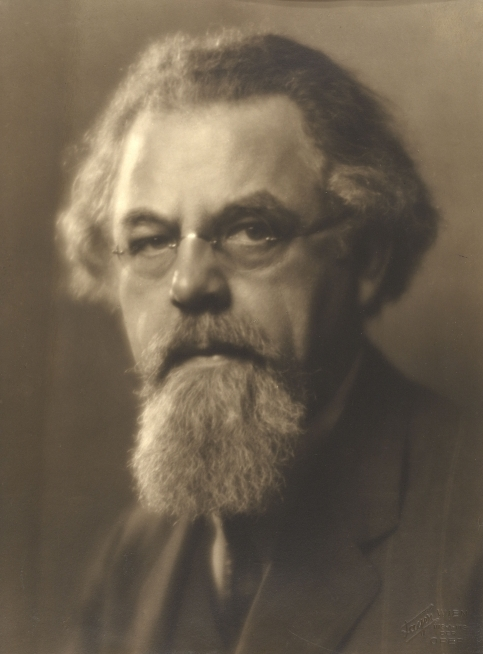
Josef Zuth, Aufnahme von Georg Fayer, 1927

## Leben und Wirken
Nachdem Zuth in Karlsbad und Leitmeritz Musikschulen besucht hatte, studierte an der Wiener Musikakademie, der heutigen Universität für Musik und darstellende Kunst Wien die Instrumente Gitarre und Laute. An der Universität Wien studierte Zuth bei dem in Wierowan geborenen Juristen und Musikgelehrten Adolf Koczirz (1870–1941). Dort wurde er 1919 mit einer Dissertation über Simon Molitor zum Doktor der Philosophie promoviert.
Von 1902 bis 1925 arbeitete Zuth als Staatsbahnbeamter, wobei er ab 1919 an der Wiener Urania Gitarre lehrte. Ab 1925 unterrichtete er am Pädagogischen Institut. Ab 1920 war er als Musikkritiker für die Deutschösterreichische Tages-Zeitung und für die Reichspost tätig. Einflussreich war die von Zuth 1921 gegründete Zeitschrift, die verschiedene Namen trug: Zeitschrift der Arbeitsgemeinschaft zur Pflege und Förderung des Gitarrenspiels, ab 1922 Zeitschrift für die Gitarre (zunächst im Wiener Verlag Haslinger, dann im Eigenverlag erschienen), ab 1927 Musik im Haus. 1924 rief er die Zeitschrift Die Mandoline ins Leben. Er wurde am Wiener Zentralfriedhof bestattet. Das Grab ist bereits aufgelassen.

## Veröffentlichungen (Auswahl)
- Meine Gitarre. Wien 1914.
- Das künstlerische Gitarrespiel. Leipzig 1915.
- Die Gitarre. Spezialstudien auf theoretischer Grundlage. Wien, 1920–1925.
- Volkstümliche Gitarrenschule. Karlsbad 1921/1922.
- Handbuch der Laute und Gitarre. Verlag der Zeitschrift für die Gitarre (Anton Goll), Wien 1926 (1928); Neudruck Georg Olms Verlag, Hildesheim / Zürich / New York 1971, ISBN 978-3-487-30529-5 (Digitalisat in der Google-Buchsuche).